# The Banker's Daughters
The Banker's Daughters é um filme mudo norte-americano de 1910 em curta-metragem, do gênero drama, dirigido por D. W. Griffith.

## Sinopse
Um homem entra em um móvel sendo carregado por mais dois funcionários. Em casa, a mulher desconfia que ha algo estranho acontecendo e liga para o seu marido. Um homem sai do móvel, aponta a arma para a mulher que se assusta, passa mal e abraça sua filha. Os ladroes reviram o quarto e roubam uma caixa de jóias. Chegam três policiais, um deles parece grosseiro, mas tenta acalmar a mulher e devolve suas jóias.  

## Elenco
- Verner Clarges
- Stephanie Longfellow
- Dorothy West